# Brajkovača
Brajkovača este un sat din comuna Žabljak, Muntenegru. Conform datelor de la recensământul din 2003, localitatea are 35 de locuitori (la recensământul din 1991 erau 73 de locuitori).

## Demografie
În satul Brajkovača locuiesc 35 de persoane adulte, iar vârsta medie a populației este de 50,0 de ani (41,9 la bărbați și 56,8 la femei). În localitate sunt 17 gospodării, iar numărul mediu de membri în gospodărie este de 2,06.
Populația localității este foarte eterogenă.
|  |

| Demografie | Demografie | Demografie |
| An         | Locuitori  | Locuitori  |
| ---------- | ---------- | ---------- |
|            |            |            |
|            |            |            |
|            |            |            |
|            |            |            |
| 1948       | 164        |            |
| 1953       | 220        |            |
| 1961       | 236        |            |
| 1971       | 158        |            |
| 1981       | 160        |            |
| 1991       | 73         | 73         |
| 2003       | 35         | 35         |

| \| Componența etnică conform recensământului din 2003[2] \| Componența etnică conform recensământului din 2003[2] \| Componența etnică conform recensământului din 2003[2] \| Componența etnică conform recensământului din 2003[2] \| Componența etnică conform recensământului din 2003[2] \| \| ----------------------------------------------------- \| ----------------------------------------------------- \| ----------------------------------------------------- \| ----------------------------------------------------- \| ----------------------------------------------------- \| \| \| \| \| \| \| \| Muntenegreni \| Muntenegreni \| \| 15 \| 42,85% \| \| Sârbi \| Sârbi \| \| 14 \| 40% \| \| necunoscută \| necunoscută \| \| 0 \| 0% \| |              |  |    |        |
| Componența etnică conform recensământului din 2003 |              |  |    |        |
| |              |  |    |        |
| Muntenegreni | Muntenegreni |  | 15 | 42,85% |
| Sârbi | Sârbi        |  | 14 | 40%    |
| necunoscută | necunoscută  |  | 0  | 0%     |